# Davisson (månekrater)
Davisson er et nedslagskrater på Månen. Det befinder sig på den sydlige halvkugle på Månens bagside og er opkaldt efter den amerikanske fysiker og nobelprismodtager Clinton J. Davisson (1881 – 1958).
Navnet blev officielt tildelt af den Internationale Astronomiske Union (IAU) i 1970. 

## Omgivelser
Davissonkrateret ligger over den østlige rand af den enorme, bjergomgivne slette Leibnitz, og dets rand og ydre vold breder sig ud i det indre af Leibnitz. Øst-nordøst for Davisson ligger den bjergomgivne slette Oppenheimer, et krater der kun er lidt mindre end Leibnitz.

## Karakteristika
Davissons rand er blevet noget eroderet af senere nedslag, men har bevaret en del af detaljerne fra sit oprindelige udseende. Især langs den vestlige side udviser de indre vægge en opbygning i terrasser. Randen er mere slidt langs den nordøstlige side og er mere irregulær mod nord og syd. Kraterbunden er forholdsvis jævn og uden særlige landskabstræk, men har en central top, der er forskudt lidt mod sydvest i forhold til kraterets midtpunkt.

## Måneatlas
- Billeder af Davissonkrateret i LPI-måneatlasset